# 马丁·施瓦茨
马丁·施瓦茨（英語：Martin Schwartz，1971年2月27日—），美国男子赛艇运动员。他曾代表美国参加世界赛艇锦标赛，获得一枚金牌和一枚银牌，均来自男子轻量级八人单桨有舵手项目。